# 电子泡沫
电子泡沫（Electron bubble）是在低温气体或液体（如氖气或氦气）中的自由电子周围产生的空白空间。它们通常非常小，在大气压下直径约为2nm。

## 氦中的电子泡沫
在室温下，惰性气体中的电子自由移动，仅受与弱相互作用原子碰撞的影响。它们的迁移率取决于气体的密度和温度，这已经通过经典动力学理论较好地描述。随着温度的降低，电子迁移率会降低，因为氦原子在低温下会减慢移动速度，并且不常与电子进行相互作用。[1]
在临界温度以下，电子的迁移率迅速下降到远低于经典预期的值。这种差异导致了电子气泡理论的发展。[2] 在低温下，注入液氦的电子不会像人们期望的那样自由移动，而是在自身周围形成小的真空气泡。

## 氦表面的电子排斥
由于氦气和液相之间的介电常数的差异，电子被液氦吸引。负电子使表面的氦极化，导致镜像电荷（image charge）将其与表面结合。由于氢原子较为稳定，电子不能进入液体中。电子和镜像电荷形成一种约束状态，就像电子和质子在氢原子中一样，具有最小的平均间隔。在这种情况下，最小能量约为 1eV（原子尺度上适量的能量）。[3] 当电子被迫进入液氦而不是漂浮在其表面时，它会形成气泡而不是进入液体。气泡的大小由三个主要因素决定（忽略较小的修正）：限制项（confinement term）、表面张力项和压力-体积项。限制项是纯粹的量子力学，因为每当电子被严格约束时，其动能就会上升。表面张力项代表液氦的表面能，这就像水和所有其他液体一样。压力-体积项是将氦气推出气泡所需的能量。[4]
{\displaystyle E\approx {\frac {h^{2}}{8mR^{2}}}+4\pi R^{2}\alpha +{\frac {4}{3}}\pi R^{3}P}
这里E是气泡的能量，h是普朗克常数，m是电子质量，R是气泡半径，α是表面能，P是环境压力。

## 2S电子泡沫
根据对上述方程的分析，对2S电子泡沫在广泛的环境压力下表现出惊人的形态不稳定性进行了理论预测。虽然其波函数是球形的，但气泡的稳定形状是非球形的。[5]